# Érase una vez en América
Érase una vez en América (título original: Once Upon a Time in America) es una coproducción cinematográfica italo-estadounidense de 1984, dirigida por Sergio Leone y protagonizada por Robert De Niro y James Woods. Es una película no lineal que transcurre en 1920, 1932/33 y 1968. 
Fue la última película dirigida por Sergio Leone, y es la tercera parte de la trilogía conocida como Once upon a time Trilogy, precedida por las películas C'era una volta il West (1968) y Giù la testa (1971). Esta película cierra la también llamada "trilogía de América". Por su duración, se llegó a presentar en las pantallas de cine en dos partes, y la obra grabada se encuentra también en dos partes, aunque en el rodaje no hay intención de intermedio.
Fue galardonada con el premio BAFTA 1984: a la mejor banda sonora (Ennio Morricone), y al mejor vestuario (Gabriella Pescucci).

## Argumento (versión europea y en orden cronológico)
La película comienza cuando Noodles tiene que abandonar Nueva York y se cuenta desde entonces con escenas retrospectivas cronológicas desde 1920.

### 1918-1919
En el gueto judío del Lower East Side de Manhattan (Nueva York) David Aaronson "Noodles", un joven judío de clase baja, conoce a Maximilian Bercovicz "Max", otro joven de origen hebreo dispuesto a llegar lejos por cualquier método. Ellos entablan una gran amistad y forman, con otros amigos del barrio, Patrick Goldberg "Patsy", Philip Stein "Cockeye" y Dominic, una banda que prospera rápidamente con ayuda de otro amigo, Moe "Fat" Gelly, de cuya ambiciosa hermana Deborah, Noodles está enamorado y viceversa. 
Desgraciadamente, son perseguidos por Bugsy, el tipo para el que Noodles y sus amigos trabajaban anteriormente, y en uno de sus asaltos mata a Dominic. Por ello Noodles luego lo apuñala hasta matarlo y hiere a un agente de policía que intentaba separarlos; por lo que pasará 12 años en prisión.

### 1932-1933
Cuando Noodles sale de prisión, lo recibe Max, que sigue con su banda junto a los otros dos amigos, Patsy y Cockeye, y que ha prosperado aún más durante su ausencia. Los cuatro juntos, finalmente, consiguen convertirse, en tiempos de la Prohibición, en una de las más exitosas bandas de gánsteres del país. En su época dorada, Noodles quiere casarse con Deborah, pero ella lo rechaza por sus ambiciones artísticas y sociales, lo que lleva a la ruptura entre ambos. 
Finalmente, a través de su éxito en el mundo criminal, la banda es contratada por políticos para ayudar al sindicato de la Hermandad internacional de camioneros en su lucha contra la patronal durante una huelga, ya que contrata a gánsteres para romperla. Tienen éxito en sus acciones y les ofrecen por ello un puesto permanente entre ellos, lo que significaría una subida social y económica, la posibilidad de contrarrestar con creces las pérdidas que ocasionaría el venidero fin de la Prohibición y la posibilidad de tener contactos en el mundo político y sindical. Todos, excepto Max, lo rechazan por desconfianza hacia los políticos. 
Finalmente, pocos días antes del fin de la Prohibición, todos excepto Noodles, que no estaba allí, son masacrados misteriosamente en una redada de la policía de Nueva York. Adicionalmente el dinero de la banda (US$1 millón) desaparece. Noodles, atormentado por lo ocurrido, tiene que despedirse de Fat y abandonar inmediatamente Nueva York para protegerse de asesinos, que, de repente, lo persiguen por ello.

### 1968
35 años después, Noodles, viviendo parcialmente fuera de la realidad y bajo una identidad falsa para protegerse, encuentra finalmente una pista sobre lo ocurrido a través de una extraña carta dirigida hacia él, donde se le informa que los restos de sus amigos se trasladaron a un lugar de lujo. Por ello, decide volver a Nueva York para resolver el misterio y enfrentarse a su pasado una última vez. Fat le ayuda al respecto, cuando se entera de todo. 
Descubre que el hombre que lo hizo es el Secretario de Comercio Christopher Bailey, un hombre importante en la política que se ha convertido en el protagonista de un escándalo sindical y político por ser el principal sospechoso de un sistemático fraude. También encuentra el equivalente del dinero de la banda y una invitación a su mansión. Finalmente, Noodles averigua que Deborah lo conoce. La encuentra y la obliga a confesar que Bailey en realidad es Max, quien ha sido su amante y ayudante de su exitosa carrera. La maldice por ello y se va, y ella ya no puede verse a sí misma. 
Noodles decide aceptar la invitación y va a la mansión para enfrentarse a Max. Él le cuenta que orquestó la matanza y destruyó su vida a través de contactos propios en el mundo criminal. También controlaban a los policías que cometieron la masacre y, para hacerlo posible, disparó contra ellos para que ocurriese una matanza con apariencia legal y así poder fingir su muerte con su ayuda, culpar a él de ello por su ausencia, robar luego el dinero de la banda y entrar con él en el mundo sindical y político con el nombre de Bailey sin trabas. Así pudo medrar allí con éxito y quitarle también su chica hasta que, en su codicia, lo cogieron. Enfrentándose a la ruina y a ser asesinado por parte de sus cómplices en ese fraude, así como en todo lo demás que hizo para que no hable, él averiguó el paradero de Noodles y lo invitó a su mansión para que lo mate y así, por lo menos, preservar a pesar de todo parte de su dignidad. Noodles se niega a matarlo y se va de la mansión. Luego él ve desde afuera cómo Max se suicida. Su muerte lo redime de su dolor, que lo persiguió desde la masacre, pudiendo así acabar con su vida pasada y continuar la del presente en mejores condiciones.

## Reparto
- Robert De Niro, Scott Tiler ... David "Noodles" Aaronson
- James Woods, Rusty Jacobs ... Maximilian "Max" Bercowicz (1905-1933)
- Elizabeth McGovern, Jennifer Connelly ... Deborah Gelly
- James Hayden, Brian Bloom ... Patrick "Patsy" Goldberg (1907-1933)
- William Forsythe, Adrian Curran ... Philip "Cockeye" Stein (1907-1933)
- Tuesday Weld ... Carol
- Larry Rapp, Mike Monetti ... Moe "Fat" Gelly
- Joe Pesci ... Frankie Minaldi
- Treat Williams ... James Conway O'Donnell
- Richard Foronjy ... Oficial "Fartface" Whitey
- James Russo ... Bugsy
- Burt Young ... Joe Minaldi
- Danny Aiello ... Vincent Aiello
- Darlanne Fluegel ... Eve

## Producción

### Desarrollo
Sergio Leone siempre había deseado filmar esta película. Fue el proyecto más personal de su vida y el que con más ahínco había querido realizar desde que empezó su carrera. Tras haber hecho varias películas exitosas le llovieron las ofertas desde Hollywood. Finalmente, llegó a un acuerdo. Primero, dirigiría el western Hasta que llegó su hora (1968) y, si éste tuviera éxito, se le abrirían las puertas para rodar la obra de su vida. Así Sergio Leone comenzó a preparar la complicada producción de la película, que luego se convertiría en realidad. Tardó 10 años en prepararla.

### Guion
El guion de la película está basado en la novela The Hoods, del escritor Harry Grey. Se editó en España con el nombre "¡Gangsters!" en 1953. El complicado guion fue escrito por el propio Leone junto a cinco colaboradores distintos, con saltos en el tiempo hacia atrás y hacia adelante. Los cinco colaboradores fueron Franco Arcalli, Enrico Medioli, Leonardo Benvenuti, Franco Ferrini y Piero De Bernardi.
Para mejorarlo, Leone también se acercó a Harry Grey en 1968 para hacerle preguntas respecto a su novela semibiográfica, en la que participó en algunas de las actividades de Noodles y su banda, el cual aceptó a hablar con él, porque era un admirador de los spaguetti western de Leone. Ese encuentro, donde Grey le contestó sus preguntas, inspiró a Leone a contar el guion de la película de forma retrospectiva, como lo hizo más tarde. También se puede apreciar en el guion una alusión a La naranja mecánica, en la escena donde cambian los bebés, la música, el blanco y Cockeye tomando leche del biberón de uno de los bebés ("molokó vellocet").
Finalmente, el guion se terminó en octubre de 1981 y tuvo 317 páginas.

### Casting
El proceso de elección del reparto de la película tardó dos años, y en ella audicionaron más de 3000 personas para 100 papeles de interpretación.
El mismísimo Robert De Niro, motivado por la tristeza de no haber dirigido El padrino (1972), fue el primero en sumarse al reparto, un actor que, además de estar varios años preparando su papel para la película, también participó activamente en la elección de los demás intérpretes que lo acompañarían en el proyecto. El filme también fue el debut de la famosa actriz Jennifer Connelly. Originalmente, Joe Pesci quería interpretar el papel de Max, pero el director decidió en favor de James Woods. Aun así, bajo la influencia de Robert de Niro, amigo de Pesci, el director le dio la oportunidad de interpretar cualquier papel que quisiera y de los que todavía estaban disponibles, y fue así como él eligió el papel del gánster Frankie Minaldi.

### Rodaje
A pesar del título de la película, gran parte de ella no se rodó en Estados Unidos. La mayor parte de la producción cinematográfica se rodó en Roma, en los famosos estudios Cinecittà, donde se produjeron muchas de las mejores películas italianas de la posguerra. También se rodaron secuencias adicionales en lugares tan poco probables como Montreal, París y San Petersburgo, Florida. Sin embargo, la parte que se filmó en los Estados Unidos sí se filmó en lugares auténticos, como el barrio judío de Nueva York.
La filmación ocurrió entre el 14 de junio de 1982 y el 22 de abril de 1983. Es decir, duró 10 meses y, cuando terminó, Leone tenía entre 8 y 10 horas de material utilizable. Con su montador logró una versión de 6 horas, para que se estrenara en los cines en dos partes. Sin embargo, los productores rechazaron la versión, pensando en el fracaso de Novecento (1976), de Bernardo Bertolucci, y por ello Leone tuvo que dejar el metraje final en “sólo” 3 horas y 49 minutos. El 18 de mayo de 2012, se presentó en Cannes una nueva versión extendida, que dura unos 255 minutos, basada en el material de la película ya disponible. Martin Scorsese fue responsable de la restauración presentada allí.

### Banda sonora
Uno de los puntos fuertes de la película es su banda sonora, de Ennio Morricone, catalogada por muchos como la mejor banda sonora de la historia del cine, entrelazada con la narración del drama de un modo indisoluble. Ennio Morricone pudo terminar la banda sonora de la película antes de que se terminase la filmación. Es una variada y fascinante partitura, en la que el compositor hizo una evocación nostálgica de los tiempos pasados por los personajes, intercalándola con otras melodías que ubicaban al espectador en los tiempos presentes de la película. La banda sonora desgraciadamente se descalificó para ser nominada para los Óscar por un tecnicismo de la Academia, al no ver el nombre del compositor incluido en los créditos finales.

## Recepción
La película se estrenó en los Estados Unidos el 1 de junio de 1984 y en España el 24 de enero de 1985. En la época de su estreno, la película fue mal entendida por el público, al desvirtuar todo el sentido narrativo que había conferido Leone y, en vez de ello, proyectarse en el cine recortado y con un desarrollo cronológico de la historia. Se hizo eso para que supuestamente la audiencia estadounidense pudiese entender la película. No la entendió y la película fue un fracaso. En algunos otros países, como España, el film se exhibió en dos partes, una circunstancia que tampoco favoreció a su óptima recepción en taquilla allí. 
Asqueado ante tanta intromisión a su película, Sergio Leone jamás volvió a dirigir una película en su vida.  También se recordó en Estados Unidos por ello durante mucho tiempo la versión recortada, mal vista y estrenada de 139 minutos. Sin embargo, hoy en día, a causa de la proyección original que se hace ahora de la obra de Leone, la película es catalogada como un clásico contemporáneo, en la que Leone propuso una tragedia de tintes operísticos, sirviéndose de su marca de fábrica e intuyendo, a flor de piel, el tono estético y emocional que quería y deseaba imprimir a las imágenes. Un buen ejemplo que refleja ese cambio de opinión se puede ver en la crítica de cine Sheila Benson, que calificó la película estrenada en los Estados Unidos en 1984 como la peor película del año solo para cambiar su opinión seis años después, cuando vio la versión estrenada en Europa, la cual encumbró como una de las tres mejores películas de la década.
En el presente, la película obtiene en los portales de información cinematográfica y entre la crítica profesional valoraciones muy positivas. En IMDb, con 348 779 votos registrados obtiene una media ponderada de 8,3 sobre 10. En Rotten Tomatoes tiene la consideración de "fresco" para el 87 % de las 55 críticas profesionales, cuyo consenso resume "es visualmente impresionante, estilísticamente audaz y emocionalmente inquietante, y está llena de grandes actuaciones de artistas como Robert De Niro y James Woods", y para el 93 % de las más de 50 000 valoraciones de los usuarios del agregador. Finalmente, en Metacritic obtiene una valoración profesional de 75 sobre 100 computando 20 críticas, lo que implica "opiniones generalmente favorables", y una puntuación media de 7,7 sobre 10 entre los usuarios del portal web.

## Premios

### Premios BAFTA
| Año  | Categoría               | Candidato          | Resultado |
| ---- | ----------------------- | ------------------ | --------- |
| 1984 | Mejor banda sonora      | Ennio Morricone    | Ganador   |
| 1984 | Mejor vestuario         | Gabriella Pescucci | Ganadora  |
| 1984 | Mejor director          | Sergio Leone       | Candidato |
| 1984 | Mejor actriz secundaria | Tuesday Weld       | Candidata |
| 1984 | Mejor fotografía        | Tonino Delli Colli | Candidato |

### Premios Globo de Oro
| Año  | Categoría          | Candidato       | Resultado |
| ---- | ------------------ | --------------- | --------- |
| 1984 | Mejor director     | Sergio Leone    | Candidato |
| 1984 | Mejor banda sonora | Ennio Morricone | Candidato |

### Otros premios
- Premios de la Academia Japonesa: Mejor Película Extranjera (1985)
- Premio David de Donatello: Nominado Mejor Director Extranjero (1985)
- Sindicato Nacional de Críticos Cinematográficos Italianos: 5 premios, incluido Mejor Director (1985)
- Premios Kinema Junpō (Japón): Mejor Película Extranjera (1985)
- Asociación de Críticos de Cine de Los Ángeles: Mejor Banda Sonora. 2.º lugar Película y Director (1985)
- Premios Sant Jordi: Mejor Actor Extranjero (Robert de Niro) (1985)